# Großebersdorf (Harth-Pöllnitz)
Großebersdorf ist ein Ortsteil der Gemeinde Harth-Pöllnitz im Landkreis Greiz in Thüringen.

## Geographie
Nachbarorte sind Struth, Birkhausen, Lederhose, Kleinbocka und Frießnitz.

## Geschichte
Die urkundliche Ersterwähnung von Großebersdorf fand 1168–1193 statt. 1555 wurde in den Kirchenbüchern der Müller von der Bachmühle geführt. Sie war eine Mahl- und Sägemühle. Bomben zerstörten 1945 die Wasserräder. 1975 kam das Ende der elektrogetriebenen Mühle am Floßbach. Die Lage des Ortes an der Bundesstraße 2 von Schleiz nach Gera und an der Landstraße nach Hermsdorf lässt auf die vergangene und gegenwärtige Bedeutung des Ortes schließen. Seine Kirche St. Michael ist jedenfalls sehenswert. Auch das Umland mit den bewaldeten Anhöhen Eichert und Birkert und die welligen nach Süden strebenden ackerbaulichen Ebenen, mit Teichen durchsetzt, machten Großebersdorf für Erholungsuchende aus der Stadt, besonders aus Gera, interessant. Das wussten früher und auch heute die 200 Einwohner und Bauern zu nutzen.
Am 1. Juli 1950 wurden die bis dahin eigenständigen Gemeinden Birkhausen und Struth eingegliedert.
Zum 9. April 1994 wurde Großebersdorf in die Gemeinde Pöllnitz eingegliedert. Zum 21. Dezember 1995 erfolgte die Umgliederung nach Harth-Pöllnitz.

## Sehenswürdigkeiten
- Im Zentrum des Dorfes liegt das barocke elfachsige Herrenhaus mit Mansardwalmdach. Die gleichmäßige Fassade des zweistöckigen Gebäudes wird durch einen hervorspringenden dreigeschossigen Mittelrisalit unterbrochen. Im Giebelfeld finden sich gemalte Wappen und Pferdedarstellungen. Das Gutshaus steht gegenwärtig zum Verkauf.
- Dorfkirche St. Michael

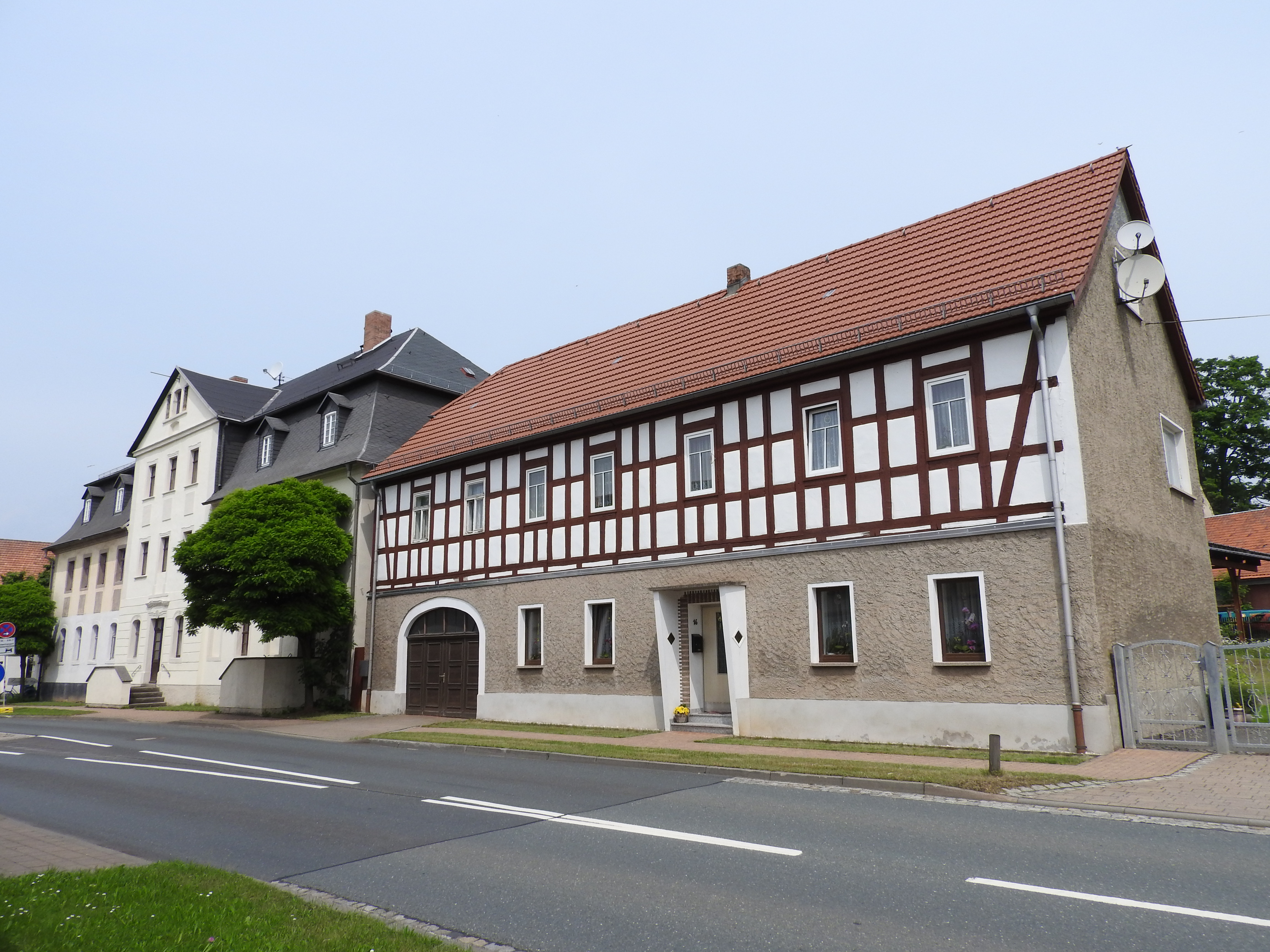
Herrenhaus mit Nebengebäude
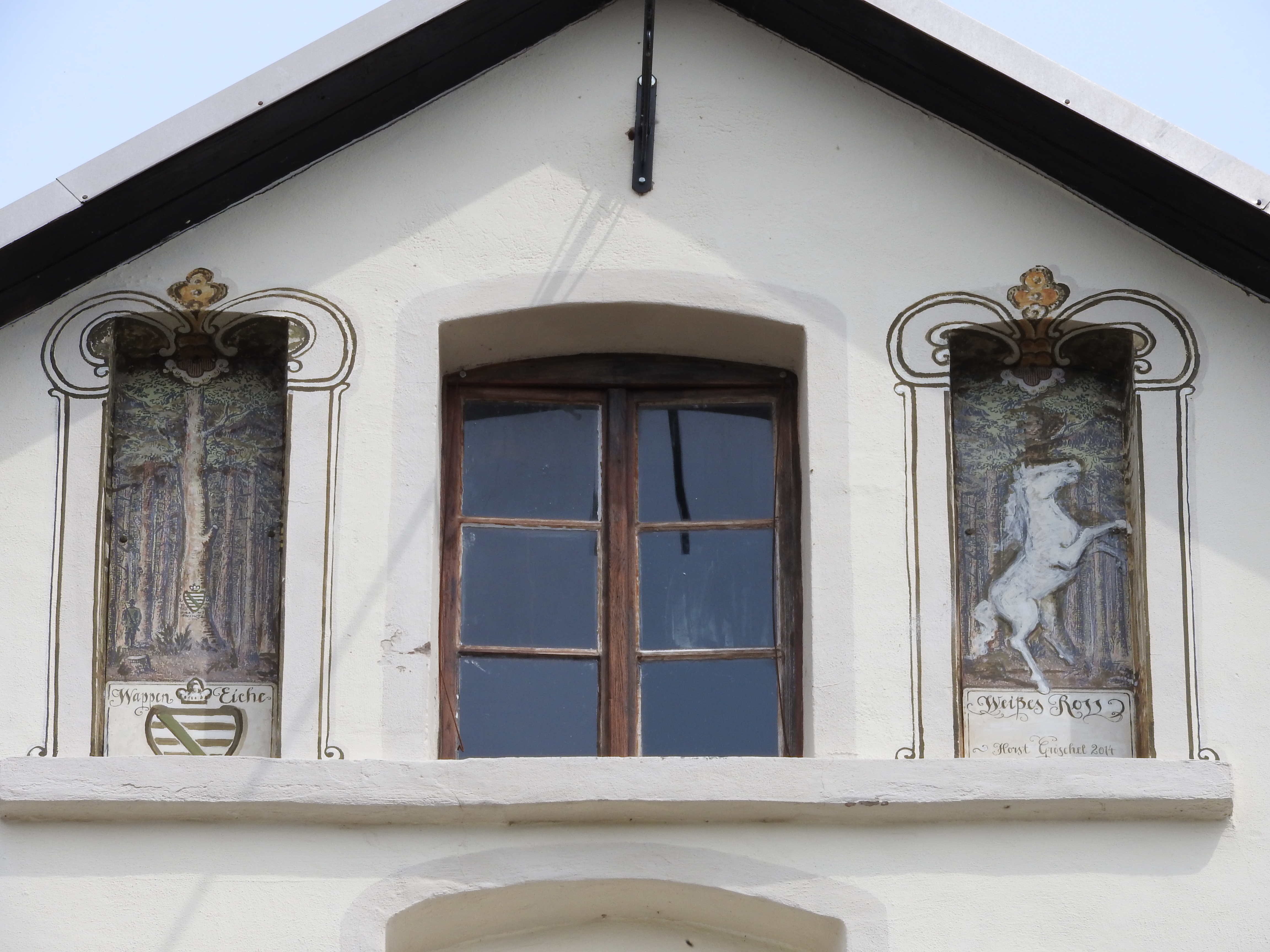
Verzierung Giebelfeld Herrenhaus
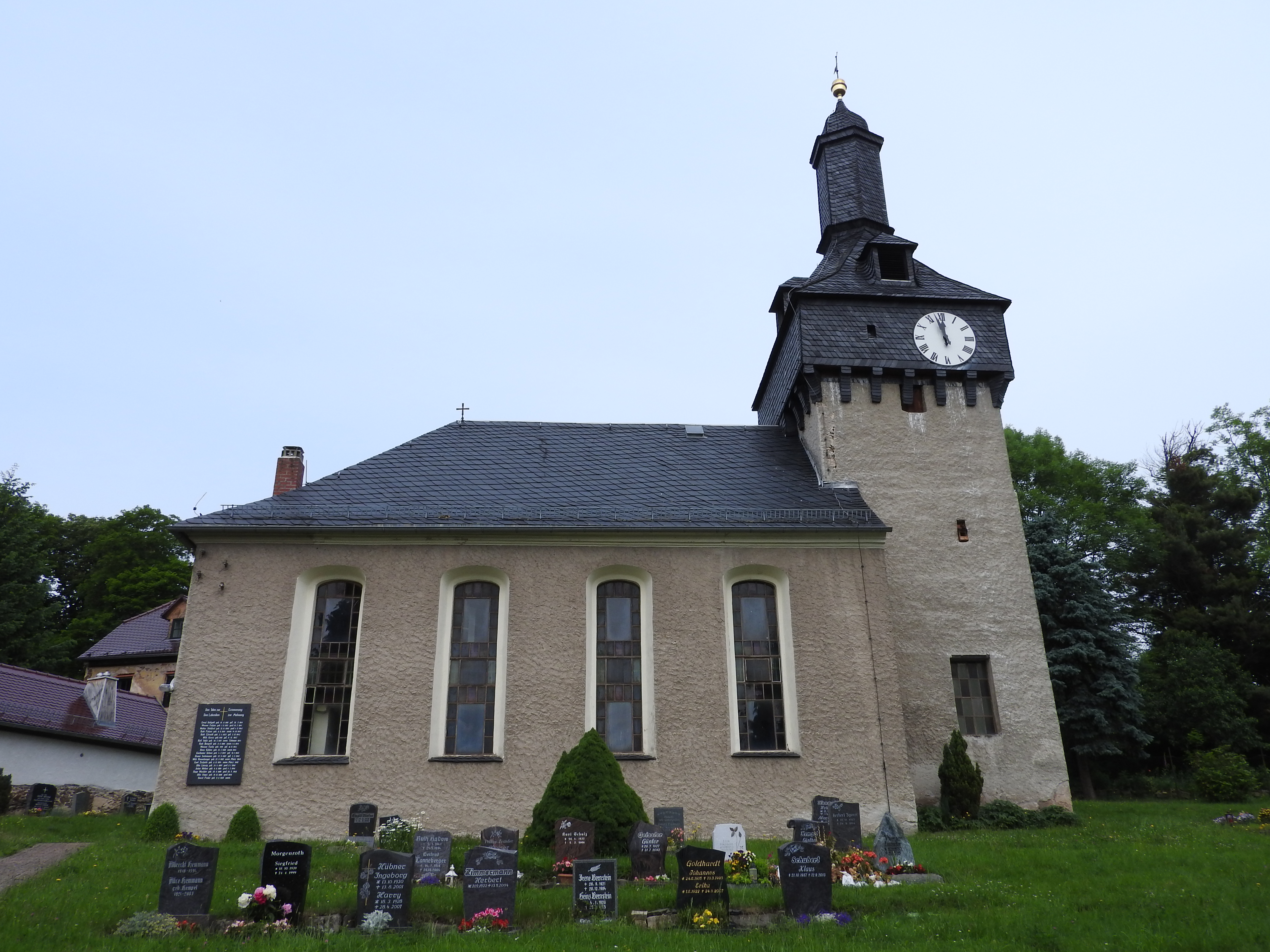
Dorfkirche St. Michael

## Verkehr

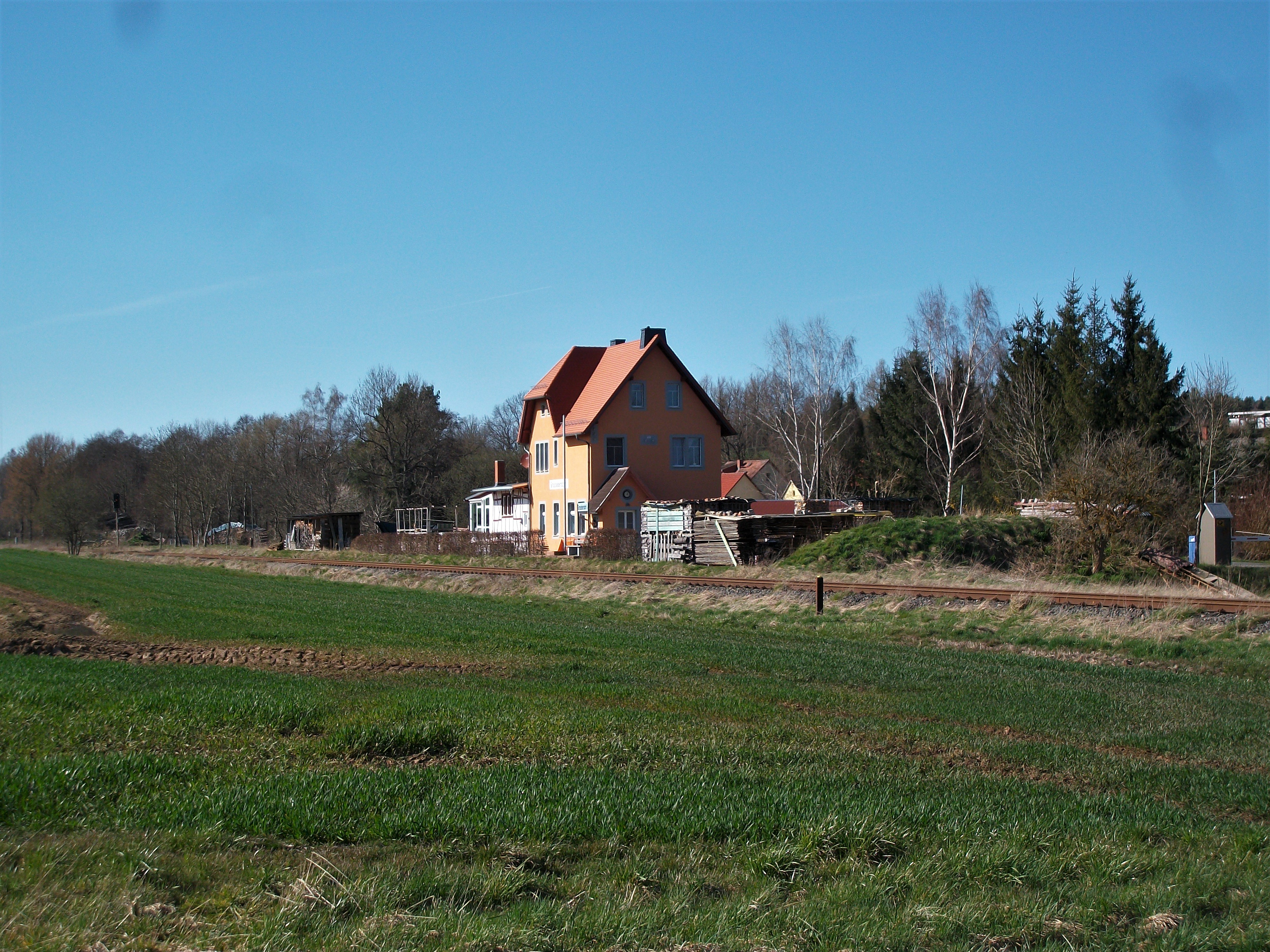
Ehemaliger Bahnhof Großebersdorf, Empfangsgebäude (2022)

Der Bahnhof Großebersdorf lag an der Bahnstrecke Niederpöllnitz–Münchenbernsdorf. Am 28. Mai 1967 wurde der Personenverkehr eingestellt. Inzwischen wird die Strecke nur noch spärlich von Güterzügen zum Tanklager Großebersdorf befahren.

## Persönlichkeiten
Bis 2006 lebte der Künstler Werner Hering mit seiner Familie in Großebersdorf. Von 1963 an führte er auch die Dorfchronik, welche auf Grund seiner Sorgfalt und künstlerischen Profession (er arbeitete als Kunst- und Geschichtslehrer u. a. in Weimar) zu einem der bedeutenden Zeitzeugnissen des dörflichen Lebens in der DDR und der Veränderung während der Wendezeit zählt. Seit seinem Wegzug wird die Chronik von Günther Kulhanek weitergeführt.